# Wąwolnica (Białki Dolne)
Wąwolnica – kolonia wsi Białki Dolne w Polsce w województwie lubelskim, w powiecie ryckim, w gminie Ułęż.
W latach 1975–1998 miejscowość administracyjnie należała do województwa lubelskiego.
Miejscowość stanowi sołectwo gminy Ułęż.

## Historia
Wąwolnica w wieku XIX – folwark w powiecie garwolińskim, gminie Ułęż, parafii Żabianka, około 1893 roku posiadała 1 dom, i 22 mieszkańców z gruntem 315 mórg.